# Bronisław Sroka
Bronisław Franciszek Sroka, pseud. Kajtek, Ksiądz Piotr, Bogdan Ślęzak (ur. 1 maja 1936 w Bratysławie) – polski jezuita, działacz opozycji w PRL.

## Życiorys
Będąc uczniem gdańskiego liceum wziął udział w konspiracji antykomunistycznej. Aresztowany przez Ministerstwo Bezpieczeństwa Publicznego, skazany w maju 1953 na pięć lat pozbawienia wolności. Zmuszony do przymusowej pracy w kopalni Kościuszko-Nowa w Jaworznie. 
Wstąpił do nowicjatu jezuitów w Kaliszu. W 1968 przyjął święcenia kapłańskie. W latach 1969–1974 studiował na KUL-u. Uczestnik konspiracji Ruchu. Aresztowany w lipcu 1970, uwolniony 31 stycznia 1971. W latach 1974–1977 był duszpasterzem akademickim w Gdańsku. W 1977 był jednym z działaczy Ruchu Obrony Praw Człowieka i Obywatela. 
Od 2021 przebywa w kolegium oo. jezuitów w Gdyni.

## Odznaczenia
- 23 marca 2007 został odznaczony przez prezydenta RP Lecha Kaczyńskiego Krzyżem Komandorskim z Gwiazdą Orderu Odrodzenia Polski[2].
- 29 października 2019 otrzymał od prezydenta RP Andrzeja Dudy Medal Stulecia Odzyskanej Niepodległości[3].